# Орловка (Саргатский район)
Орловка — деревня в Саргатском районе Омской области. В составе Хохловского сельского поселения.

## История
Основана в 1896 г. В 1928 г. состояла из 66 хозяйств, основное население — украинцы. В составе Хохловского сельсовета Саргатского района Омского округа Сибирского края.

## Население
| 1926 | 2010 |
| ---- | ---- |
| 401  | ↘83  |